# St.-Bernhard-Kapelle (Mönchengladbach)

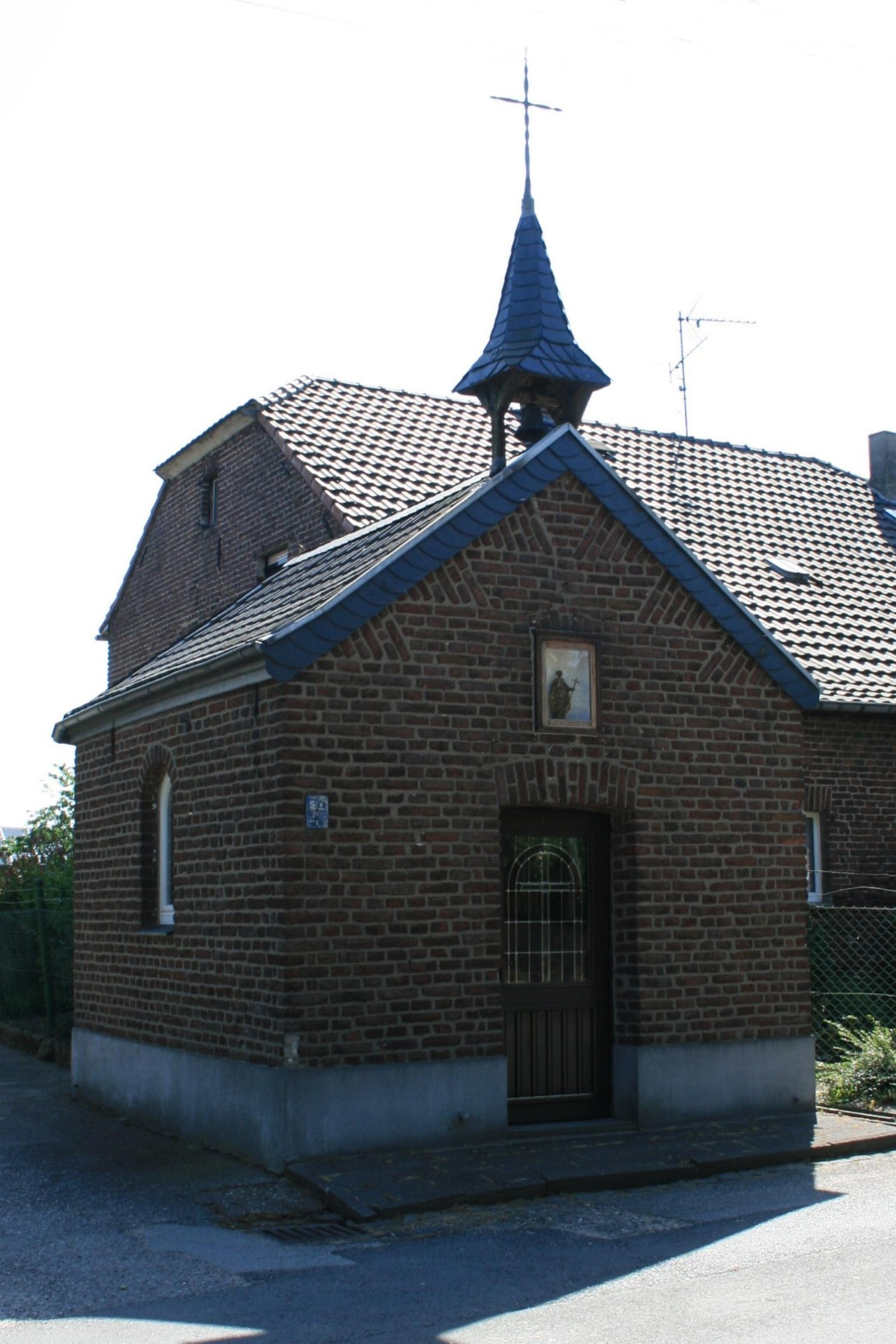
St.-Bernhard-Kapelle (2010)

Die St.-Bernhard-Kapelle ist eine als Baudenkmal eingetragene Kapelle im Stadtteil Merreter von Mönchengladbach (Nordrhein-Westfalen). Sie wurde Ende des 19. Jahrhunderts erbaut und wurde am 2. Juni 1987 unter Nr. M 023 in die Denkmalliste der Stadt Mönchengladbach eingetragen.

## Lage
Die Kapelle liegt an einer Wegegabelung in der Siedlungslage Merreter an der gleichnamigen Straße und hat die Hausnummer 36.

## Architektur
Die kleine, annähernd geostete Backsteinkapelle mit dreiseitigem Chorschluss steht an der Abzweigung eines Wirtschaftswegs. Sie hat eine Ziegeleindeckung mit aufgelegten Schiefergraten (Strackorte). Das Chorpolygon ist in altdeutscher Schiefereindeckung eingedeckt, am Giebel befinden sich schieferverkleidete Windbretter. Der schiefergedeckte Dachreiter ist von einem Kreuz bekrönt und nimmt eine kleine Glocke auf.
Den Zugang bildet eine leicht stichbogig überfangene, erneuerte Holztür im Westgiebel mit darüber liegender Nische zur Aufnahme einer Skulptur des hl. Bernhard. Der Giebel ist mit Holländischen Dreiecken dekoriert, den Giebelabschluss bilden schräg hochkant vermauerte Ziegelsteine. An den Traufseiten ist je ein Rundbogenfenster, die Fensterrahmen sind ohne Sprossen erneuert. Ein aufgeputzter Sockelverputz umläuft das Gebäude. Im Innern hat sich eine hölzerne Flachtonne als Decke erhalten. Ein hölzernes Kruzifix mit bemaltem Korpus aus der Zeit um 1700 schmückt den Altar.